# DUMAND

Ілюстрація ланцюгів датчиків DUMAND та структури одного з датчиків

DUMAND (англ. Deep Underwater Muon And Neutrino Detector, глибокий підводний мюонний і нейтринний детектор) — проєкт нейтринного телескопа, який пропонували побудувати в Тихому океані біля берега острова Гаваї, на глибині 5 км під поверхнею. Він включав би тисячі струн інструментів, що займали б кубічний кілометр океану.
Проєкт передбачав два типи детекторів: оптичні детектори для виявлення черенковського випромінювання, створеного вторинними частинками від зіткнень нейтрино, і гідрофони для прослуховування акустичних сигналів, створених взаємодією. Обробка сигналів мала поєднувати сигнали від багатьох оптичних і акустичних датчиків, дозволяючи визначити напрямок, звідки прибуло нейтрино, і виключити помилкові сигнали від інших частинок або акустичних джерел. DUMAND був би найбільш чутливим до нейтрино надвисокої енергії та абсолютно нечутливим до сонячних нейтрино.
Роботи почалися приблизно в 1976 році на мисі Кігол, але проєкт був скасований у 1995 році через технічні труднощі. Незважаючи на те, що його так і не було завершено, DUMAND був у певному сенсі попередником проєкту AMANDA і черенковських нейтринних телескопів у Середземному морі (ANTARES, KM3NeT та NESTOR). Обладнання DUMAND також було передано NESTOR, щоб зменшити витрати та скоротити час його розробки та будівництва.